# Myslava
Myslava (Hongaars: Miszlóka, Duits: Deutschendorf) is een stadsdeel van Košice. Het maakt deel uit van het district Košice II.

Plaatsbepaling van het stadsdeel Myslava binnen de stad Košice.

## Topografie

### Ligging

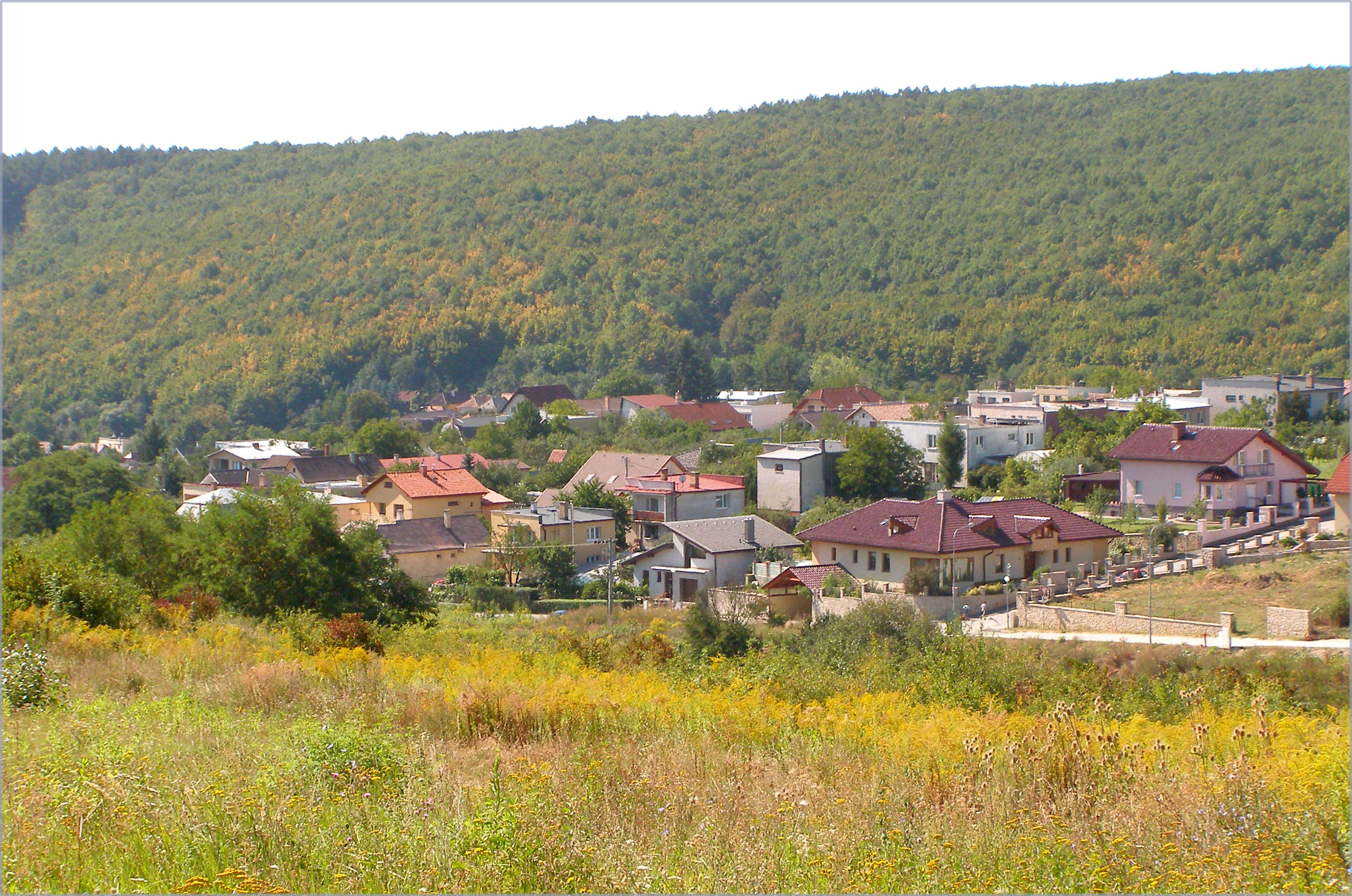
Myslava ligt aan de westelijke rand van de stad en is in het westen omgeven door bergen en bossen.

Myslava ligt ten westen van de oude binnenstad Staré Mesto van Košice. Het gebied heeft een oppervlakte van 5,9 km² en ligt op een hoogte van 252 meter boven de zeespiegel.

### Waterlopen
Door het stadsdeel vloeit de Myslavský potok (vertaald: Myslavský-beek).

## Geschiedenis
Het dorp werd in de geschriften voor het eerst vermeld in 1230 onder de naam : Ville Mysloa. Van dezelfde tijd dateert de vermelding van de beek: Aquam Mysloa.
In 1382 noemde men de nederzetting Myzla en in 1395 waren er twee molens in het dorp.
De oorspronkelijke bewoners waren Slowaken. Omstreeks 1241 verminderde het aantal inwoners ingevolge de Mongools invasie. Koning Béla IV (°1206 - † 1270) trok Karpatenduitsers aan, teneinde het gebied opnieuw te bevolken. Vandaar de Duitste benaming: Deutschendorf. De Karpatenduitsers integreerden en werden door de Slowaakse bevolking geassimileerd. De familienamen Kelbel, Kirchner, Šolc, Müller, Korl, Klein, Širgeľ, Cirner herinneren aan die bevolkingsgroep en zijn tot op de dag van heden bewaard gebleven.
In 1703 werd in een schriftelijk verslag melding gemaakt van een brouwerij. Enkele jaren later, in 1707, vermelde men de aanwezigheid van een steenbakkerij die tot 1861 in bedrijf bleef.
Er was ook een ijzersmelterij Maša die reeds in 1851 uitgerust was met een hoogoven.
Aan het einde van de 18e eeuw schreef András Vályi (°1764 - † 1801) over het dorp:
 « MISZLÓKA. Miszlava. Dorp in het comitaat Abaúj-Torna. De inwoners zijn katholiek. Ligt niet ver van Kassa. Er is akkerland en weiland maar de opbrengst is niet genoeg. Košice is niet ver en daar zijn goede mogelijkheden om geld te verdienen. »
In zijn geografische woordenboek, gepubliceerd in 1851, schreef Fényes Elek (°1807 - † 1876) over het dorp:
 « Miszloka, Mislava, Deutschendorf, een overwegend Duits dorp in het comitaat Abaúj-Torna. 961 katholieke inwoners. Ze koken brandewijn met zaden. Ooit waren ze allemaal Duitsers maar ze zijn geïntegreerd. Er is een katholieke parochiekerk. »
Volgens de monografieën van Samov Borovszky (°1860 - † 1912) waarin het graafschap Abaúj-Torna werd besproken:
 « Miszlóka is een dorp met 130 huizen. Zijn post- en telegraafkantoor zijn in Kosice, een halfuur hiervandaan. Onder de kolonisten was een baron genaamd Scholcz, wiens nakomelingen nog steeds in leven zijn.  Benevens landbouw is de bezigheid van de inwoners mijnbouw, houtkap en vervoer. Vrouwen en meisjes gaan naar Košice werken: deels als dagloners, deels als arbeidsters in de tabaksfabriek. De katholieke kerk werd in 1728 gebouwd. »
Vóór 1920 behoorde Myslava tot het comitaat Abaúj-Torna. Op het einde van de Eerste Wereldoorlog werd het dorp geannexeerd bij de Eerste Tsjecho-Slowaakse Republiek. Van 1938 tot 1945 maakte het weer deel uit van Hongarije.

## Demografie
Het aantal inwoners gaat bestendig in stijgende lijn.
| Jaar | Inwoners | Nationaliteit                                               |
| ---- | -------- | ----------------------------------------------------------- |
| 1851 | 961      |                                                             |
| 1910 | 1230     | *Meerderheid: Slowaken. *Aanzienlijke minderheid: Hongaren. |
| 2003 | 1616     |                                                             |
| 2008 | 1962     |                                                             |
| 2011 | 1997     | Slowaken: 1861.                                             |
| 2017 | 2257     |                                                             |
| 2018 | 2399     |                                                             |
| 2019 | 2475     |                                                             |

In december 2017 bedroeg de bevolkingsdichtheid 320 personen per km².

## Bezienswaardigheden
- De rooms-katholieke Sint-Bartolomeüskerk uit 1788[2], gebouwd in classicistische stijl.
- Een oorspronkelijk middeleeuws gebouw uit 1317 staat nabij het parochiehuis.[1]
- Monument voor de slachtoffers van de Wereldoorlogen I & II met de inscriptie:[1]

Op dit monument staan de volgende slachtoffers vermeld:
1. Eerste Wereldoorlog: "Hovan Imrich, Hovan Ján, Hudák Juraj, Jerga Ján, Kelbel Ján, Kelbel Juraj, Kolibár Juraj, Korl Ján, Korl Martin, Krajňák Michal, Mikita Juraj, Müller Ján, Müller Juraj, Müller Michal, Müller Michal, Nič Ján, Onderko Juraj, Pataky János, Roštár Juraj, Soľar Ján, Somoši Michal, Šiegeľ Michal, Šimko Michal, Šoffa Jozef, Šolc Štefan, Varga Martin."
2. Tweede Wereldoorlog: "Bakai Ján, Beer Juraj, Bimbo Ján, Čisár Jozef, Danko Jozef, Ficeri Jozef, Grega Juraj, Hanispal Ján, Jerga Štefan, Jergová Mária, Kelbel, Kesler Samuel, Klein Ján, Kolibár Juraj, Kolibár Martin, Kolibár Štefan, Kolibár Ján, Kolibár Juraj, Krajňák Juraj, Krajňák Štefan, Labaš Juraj, Leščinský Martin, Leško Ondrej, Müller Marin, Müller Michal, Müller Ján, Nič Ján, Regimun Štefan, Soľar Martin, Šomoši Michal, Šolc Ondrej, Varga Martin, Vargovčák Pavol, Vargovčák Juraj, Vyrostko Jozef, Zales Štefan."

## Openbaar vervoer

### Treinen
Voor het vervoer per trein zijn de bewoners aangewezen op het station van Košice. Dit bevindt zich op een afstand van ongeveer 5 kilometer. Er zijn regelmatig verbindingen naar een grote verscheidenheid van bestemmingen, zowel naar binnen- als buitenland.

## Illustraties

Sint-Bartholomeüskerk
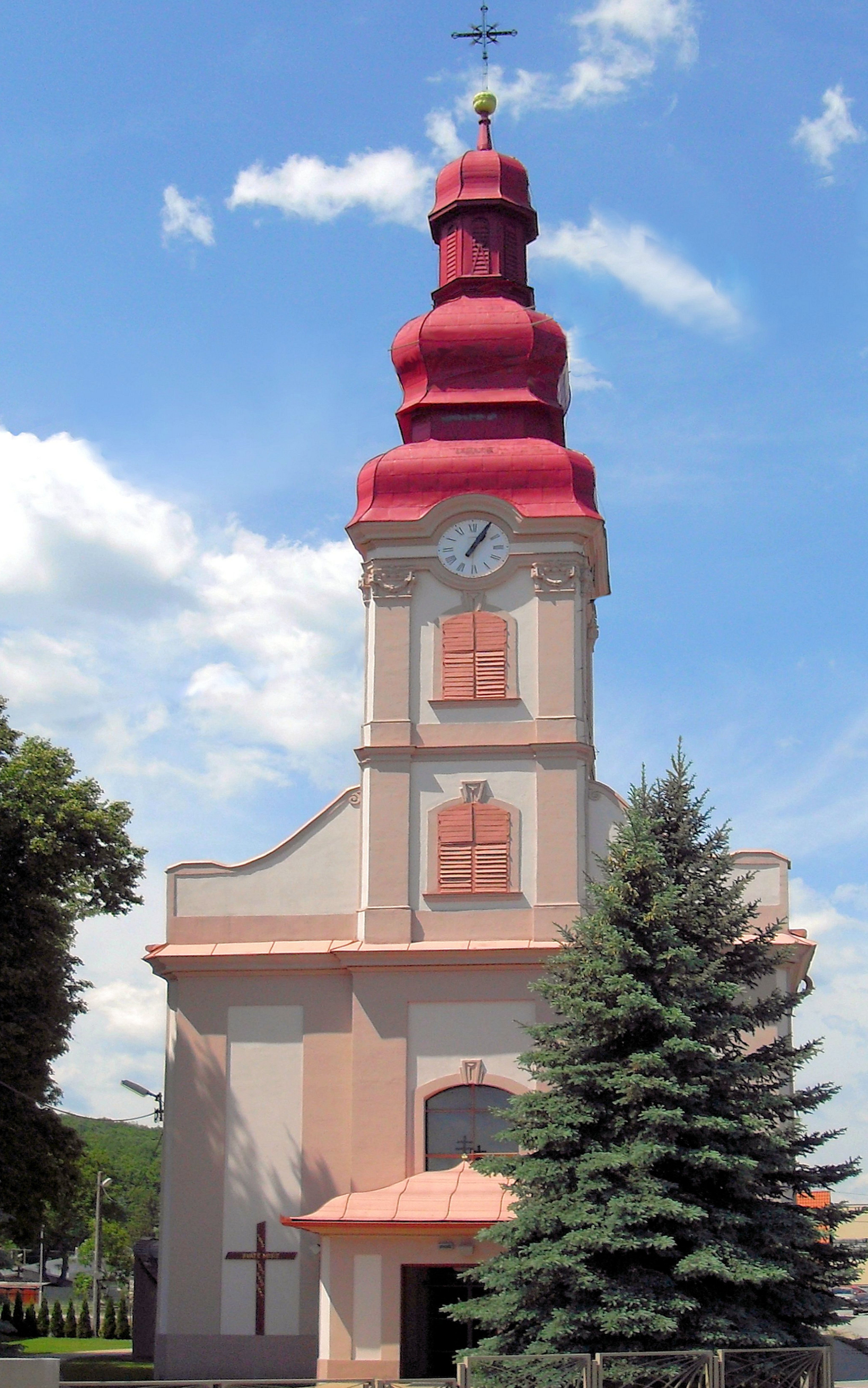
Bouwjaar: 1788
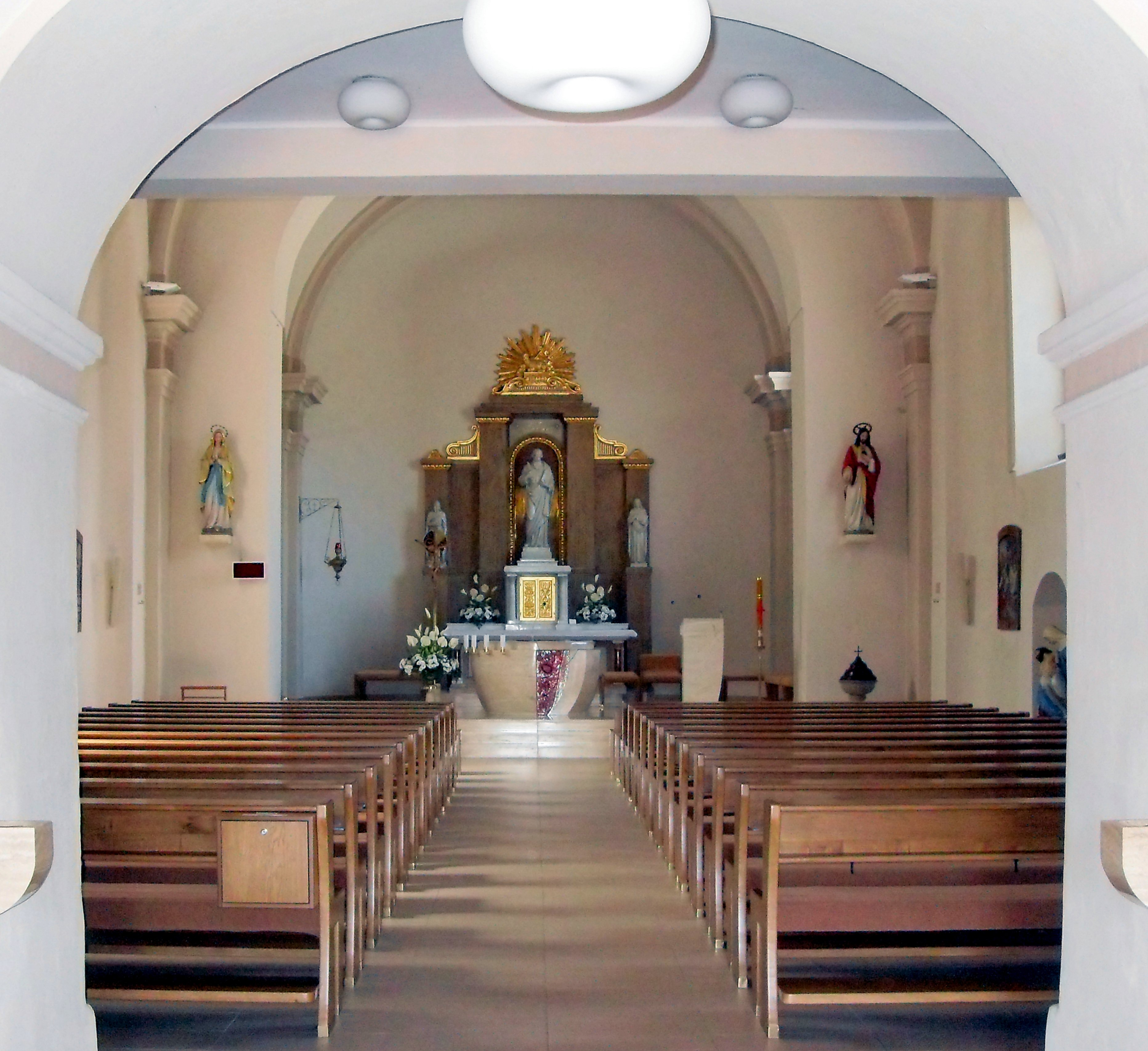
Interieur
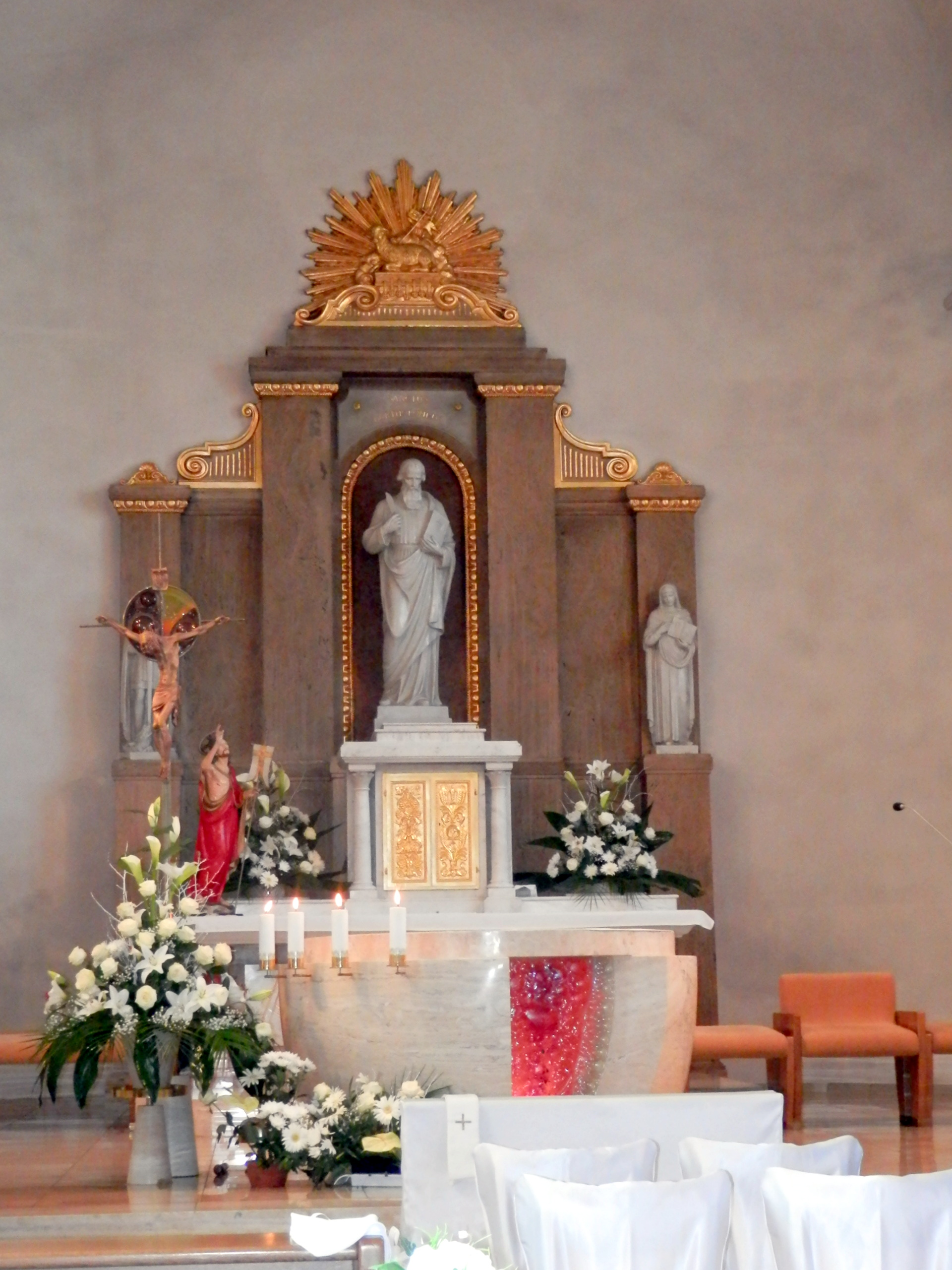
Hoofdaltaar

## Externe koppeling
- (sk)  Cassovia
- (sk)  Website van Myslava